# Theni
Theni est une ville indienne située dans le district de Theni dans l’État du Tamil Nadu. En 2011, sa population était de 4 934 habitants.

## Source de la traduction
- (en) Cet article est partiellement ou en totalité issu de l’article de Wikipédia en anglais intitulé « Theni » (voir la liste des auteurs).